# 兵庫県立龍野高等学校

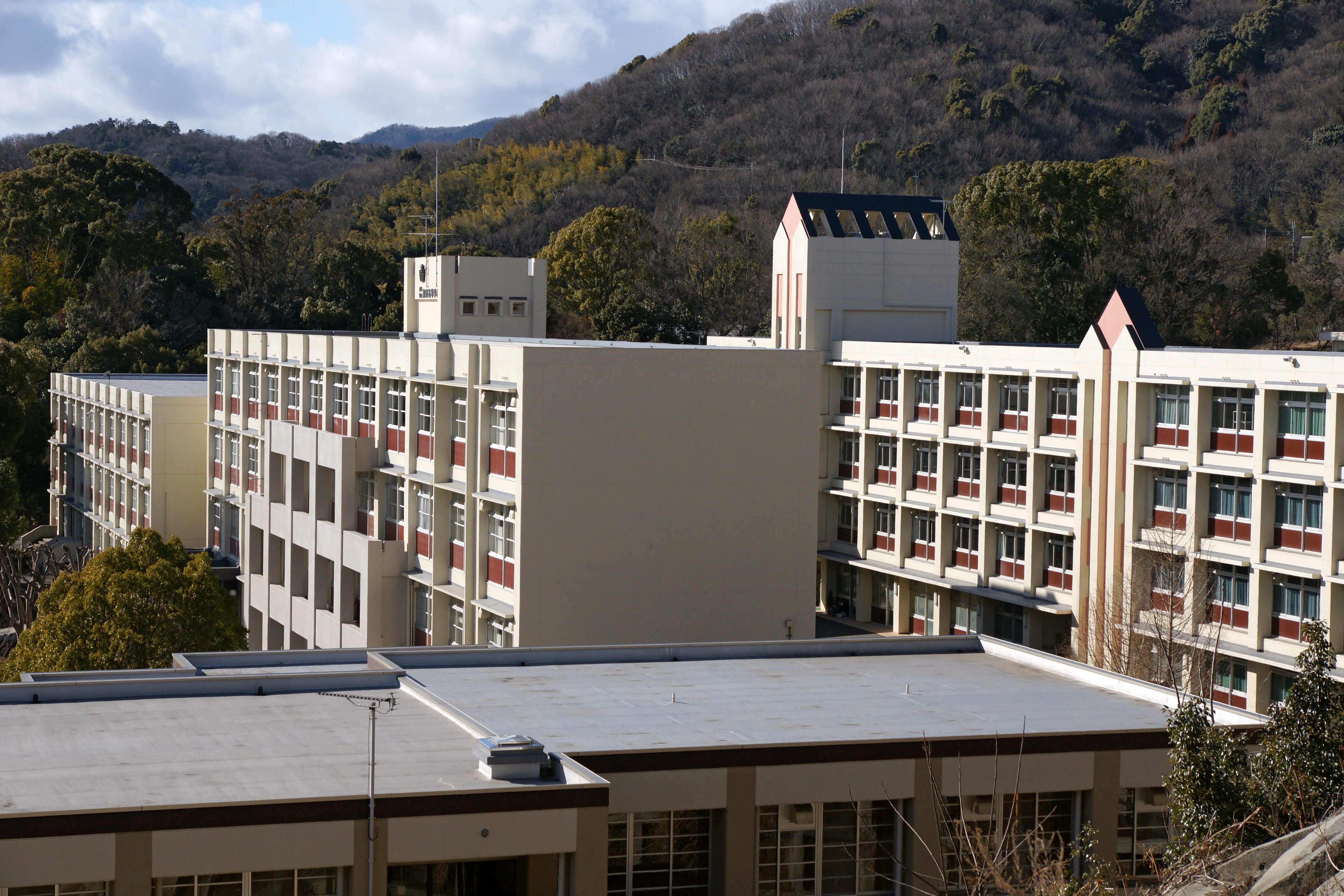
校舎

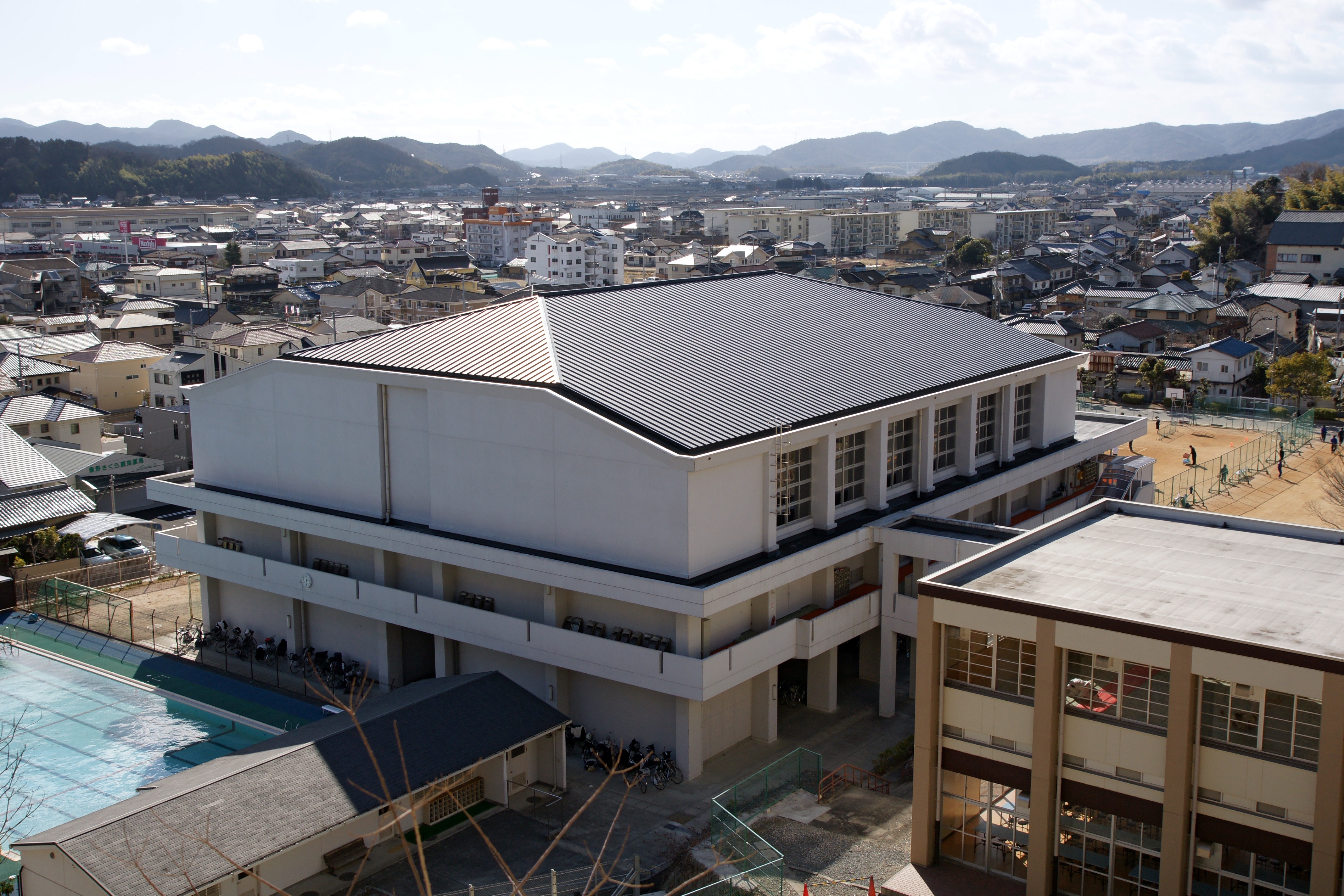
体育館

兵庫県立龍野高等学校（ひょうごけんりつ たつのこうとうがっこう）は、兵庫県たつの市龍野町日山にある県立高等学校。略称は「龍高」（たっこう）。

## 沿革
旧制龍野中学校および旧制龍野高等女学校の流れを汲む。

### 旧制龍野中学校
- 1897年（明治30年） - 兵庫県龍野尋常中学校設立。
- 1899年（明治32年） - 兵庫県龍野中学校に改称。
- 1901年（明治34年） - 兵庫県立龍野中学校に改称。
- 1948年（昭和23年） - 学制改革に伴い、兵庫県立龍野南高等学校となる。

### 旧制龍野高等女学校
- 1906年（明治39年） - 龍野町立技芸専修女学校設立。
- 1908年（明治41年） - 郡立となり、揖保郡立技芸女学校となる。
- 1912年（大正元年） - 揖保郡立実科高等女学校となる。
- 1918年（大正7年） - 揖保郡立高等女学校に改称。
- 1922年（大正11年） - 県立となり、兵庫県立龍野高等女学校となる。
- 1948年（昭和23年） - 学制改革に伴い、兵庫県立龍野北高等学校となる。

### 龍野高等学校
- 1948年（昭和23年） - 龍野北高校および龍野南高校が統合し、兵庫県立龍野高等学校となる。旧中学校を本校舎とし、旧女学校を北校舎とする。
- 1950年（昭和25年）6月1日 - 北校舎を廃し、全校生徒を本校舎に収容する。この日を創立記念日とする。
- 1986年（昭和61年） - 普通科内に理数コース設置。
- 2003年（平成15年） - 理数コースを総合自然科学コースに改編。
- 2007年（平成19年） - 200番棟耐震補強工事終了、及び300番棟耐震工事開始。
  - アメリカ合衆国のシアトルにあるローズベルト高校との国際交流事業の開始。
  - 300番棟および100番棟の耐震補強工事終了。仮設校舎撤去完了。下グラウンドのテニスコート完成。
  - 創立110周年記念式典を11月8日に行った。
- 2009年（平成21年） - 本校初となる海外（マレーシア・シンガポール）への修学旅行を5日間に渡り実施。
  - 兵庫県内の公立高校入試で採点ミスが発覚した事を受けた再点検で、本校は2009年度分の採点ミスは見つからなかった。
  - 2009年新型インフルエンザにかかる兵庫県からの休学命令[1]を受け、5月18日から22日まで休校した。
  - 新型インフルエンザによる学級閉鎖が相次ぎ、感染防止のため体育大会・球技大会が中止された。
- 2013年（平成25年） - 文部科学省よりSSH（スーパーサイエンスハイスクール）の研究指定を受ける（5年間）[2]。
- 2015年（平成27年） - 総合自然科学科を設置（総合自然科学コースを発展的解消）。
- 2018年（平成30年） - 文部科学省より、再度SSH（スーパーサイエンスハイスクール）の研究指定を受ける（5年間）

## 設置学科
- 全日制
  - 普通科
  - 総合自然科学科

### 総合自然学科
理系の難関大学進学を目標とし、各学年1クラス（定員40名）設置される。県下全域から出願できる推薦入学試験の合格者に限り本学科に入学することができる。

#### 第1年次
- 夏季休業日中には本コース特色の2泊3日の臨海実習がある。
- 学校独自の科目、自然科学基礎を学習する。

#### 第2年次
- 夏季休業日中に行事として京都大学の見学を行なっている。
- 2年生より、総合の学習の時間を用いて、課題研究と呼ばれる授業を行う。化学、物理、生物などの班に分かれ、各自、自主的に実験や観察を行い、その結果をまとめて発表する。本コースの特色の一つとされる。
- 総合の学習授業の一環として「小・高連携いきいき授業」という近隣の小学校への出張授業も行っている。
- 1年生と合同で工場見学を行う。

## 校歌
- 竹友藻風作詞／長谷川良夫作曲。ハ長調。

## 校風
- 100番棟2階職員室前には多数の机と椅子が置かれており、希望生徒が数多くそこで教師の下に自主的に学習している。
- 高校独自に「理科の実験書」を作成、生徒に配布し、理科の実験に力を入れている。
- グラウンドが校舎より高い位置にあるが、砂や土を埋め立てて作られたものであるため水はけが悪かったが、改良工事後は少し良くなった。2008年（平成20年）の夏季休業日中にすべての校舎改築工事が終了し、全面が新しい校舎に生まれ変わった。下グラウンドには、仮校舎設置前と同じくテニスコートが設置された。
- 春季と冬季（2年生）、夏季（全学年）の長期休業日中には補習があり、さらに夏季では前期補習、後期補習に分かれる。原則として、教科は国語・数学・英語、理科、社会が主で60分授業×3時限となっている。
  - 前期補習 - 全員が必ず出席しなければならない補習で、必修補習と呼ばれる。終業式の後約7日間実施。
  - 後期補習 - 指名補習と希望補習に分かれる。8月下旬に実施。
    - 指名補習 - 各教科の評価が良くない場合に各教科担当から補習の指名を受ける。この場合、必ず補習を受けなければならない。
    - 希望補習 - 指名を受けなかった者が受けられる補習。指名補習とは別の授業を行う。強制でなく、自由に参加申し込みできる。ただし、申し込み後の無断欠席は不可である。
- かつて、各学期中の土曜日に数回、土曜講座（どようこうざ）とよばれる補習の一種があった。主として、模試の対策等を行うが、本授業を進める事もある。原則として全員出席しなければならない。授業は、原則として60分×3授業で、教科は国語、数学、英語、理科、社会。

## 昇龍祭
毎年6月に行われる文化祭は「昇龍祭」と呼ばれる。2004年に体育大会の時期と変更により、3年生も参加しやすい時期への開会として、開催時期が6月に変更になった（それまでは9月）のをきっかけに、当時の生徒会執行部が全校アンケートで文化祭の名前を募集したところ、圧倒的多数で多かった「昇龍祭」が第一候補となり、当時の生徒会執行部の会議で最終決定した。

## 体育大会
毎年9月下旬に行われる行事である。さほど規模は大きなものでは無いが、リレー、100メートル走、200メートル走など様々な種目がある。

## 芸術鑑賞
毎年1回、11月頃に行われる行事である。

## 部活動
運動部
- 庭球部
- 蹴球部
- 剣道部
- 山岳部
- 柔道部
- 水泳部
- 野球部
- 陸上競技部
- 卓球部
- 軟式庭球部
- 籠球部
- 排球部
- 塁球部

文化部
- 演劇部
- 家庭部
- ESS部
- 園芸部
- 写真部
- 美術部
- 吹奏楽部
- 自然科学部
- 文芸部
- 茶道部
- 箏曲部
- 合唱部
- 放送部
- 百人一首かるた部

## 不祥事
2007年5月24日15時頃、2年生の女子テニス部員がランニング練習中に熱中症で倒れ病院に搬送し、一時心肺停止状態に陥った。その後一命は取り留めたものの、現在も低酸素脳症で会話が出来ずに寝たきりの状態が続いている。
2010年には学校や教育委員会の対応に不信感を抱いた被害女性の両親が学校側が安全配慮義務を怠ったとして兵庫県を提訴。一審の神戸地方裁判所は、被害女性が倒れた原因が熱中症とは断定できず、自主的な休憩を取ることも可能だったとして、原告の請求を棄却。しかし、続く二審の大阪高等裁判所では、被害女性が部活動中に熱中症に罹ったことを認め、顧問が水分補給を指示しておくべきだったとし、学校側の過失を認め、県に対し2億3,000万円の賠償命令の判決を下した。2015年12月15日、最高裁判所第三小法廷 （岡部喜代子裁判長） は兵庫県の上告を退け、判決が確定となった。
出版物
季刊教育法 No.187 学校における熱中症事故と法的問題 　エイデル研究所 2015年12月

## 著名な出身者
表記中の「中○（○は数字）」や「高○」はそれぞれ、龍野中学校○回生、龍野高校○回生を意味する。
- 藤江恵輔（陸軍大将、中2）
- 田中静壱（陸軍大将、宮城事件、中4）
- 松嶋鹿夫（外務次官、終戦連絡中央事務局次長、貴族院議員、中4）
- 島津信夫（海軍大佐、越前島津家当主、中10）
- 鹿島守之助（鹿島建設社長、外交官、国務大臣、中12）
- 三木清（哲学者、元法政大学文学部哲学科教授、中13）
- 西田正雄（海軍大佐、戦艦比叡艦長、中13）
- 寺田弥吉（思想史家、中17）
- 河本敏夫（衆議院議員、郵政大臣、経済企画庁長官、中28）
- 松本十郎（衆議院議員、防衛庁（現：防衛省）長官、中35）
- 奥田八二（福岡県知事、中39）
- 赤尾兜子（俳人、本名：俊郎、中41）
- 上山安敏（法学者、京都大学名誉教授、中42）
- 後藤茂（衆議院議員、中42）
- 前田陽一（映画監督、高3）
- 前田浩（化学者、高9）
- 原田明夫（検事総長、高10）
- 藤縄祐爾（統合幕僚会議議長、高12）
- 丸山和也（弁護士、コメンテーター・タレント・参議院議員、高16)
- 小林睦郎（元和歌山放送アナウンサー、高16）
- 高橋史朗（教育者、明星大学教授、高21）[5]
- 栗原一（たつの市長、高21）
- 飯塚浩彦（産経新聞社社長、高28）
- 服部千秋（太子町長、高30）
- 小原啓渡（劇場プロデューサー、高31）
- 谷本賢一郎（コントグループ「ザ・ニュースペーパー」メンバー、高45）
- 大前壽生（イラストレーター、高49）
- 薮田翔一（作曲家、高54）
- 後藤明子（フリーアナウンサー、高55）
- 田渕章裕（お笑いコンビ「ちょんまげラーメン」メンバー、高56）[6]
- 川口うらら（自転車競技選手、高71）
- 上田義文（名古屋大学名誉教授）

（中退者)
- 三木露風（詩人・『赤とんぼ (童謡)』作者、1年で中退）
- 未知瑠（作曲家）[7]

## 交通アクセス
- JR西日本姫新線 本竜野駅から西へ2Km（徒歩約25分）
- 神姫バス 姫路駅・網干駅・山崎待合所から龍野方面に乗車、「龍野橋」バス停から南西へ1.1km（徒歩約10分）
- 山陽自動車道 「龍野インターチェンジ」から北西へ（車で約5分）
- 太子竜野バイパス 福田ランプから国道179号を北西へ（車約10分）